# Epinotia tedella
Epinotia tedella (Clerck, 1759) è un lepidottero appartenente alla famiglia Tortricidae), diffuso in Europa; si tratta di una minatrice fogliare dell'abete rosso.

## Descrizione

### Adulto
Il torace nerastro con le ali anteriori bruno giallastre scure con fasce trasversali bianco argentee e le ali posteriori strette di colore grigio con la frangia bianca. L'addome è dello stesso colore del torace. L'apertura alare è compresa tra 13 e 14 mm.

### Uovo
Di forma subsferica e colore dapprima biancastro e poi giallo grigio fino a rossiccio. La lunghezza è di 0,7 mm.

### Larva
È di aspetto grigio gialliccio o bruno verdastro o anche giallo sporco. Sul dorso sono visibili due linee rosso brune che la percorrono longitudinalmente. La lunghezza varia tra 9 e10 mm.

### Pupa
È di colore marrone più o meno intenso, col cremaster costituito da setole non uncinate. La lunghezza è di 6 mm.

### Biologia
Compie una generazione all'anno e sverna come larva matura in una celletta nel terreno oppure dentro grovigli di aghi sulla pianta. Gli adulti sfarfallano da fine maggio agli inizi di agosto. Le larve, minando più di un ago, penetrandovi dalla parte basale, completano lo sviluppo tra fine ottobre e i primi di dicembre.

## Rilevanza economica

### Effetti sulla pianta ospite
Aghi minati e disseccati riuniti, con fili sericei, in mazzetti insieme agli escrementi.

### Periodo di incidenza
Da giugno ai primi di dicembre.

### Metodi di lotta
Distribuzione di Bacillus thuringiensis var. kurstaki in giugno e luglio.